# 스위니 토드

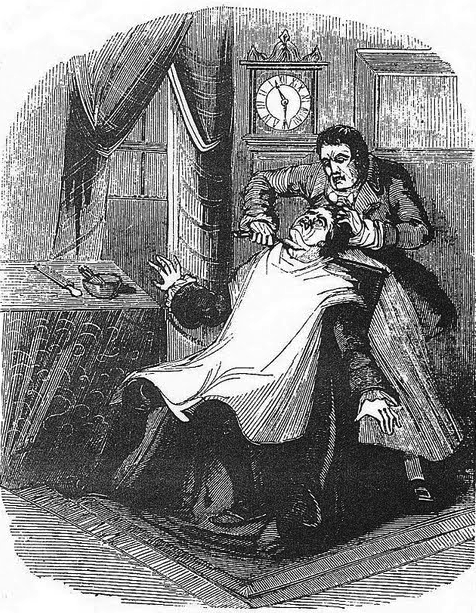

스위니 토드(Sweeney Todd)는 창작된 인물로서, <스트링 오브 펄스(The String of Pearls / 1846-1847)>라는 잔혹물 시리즈에 등장하는 중요 악역 캐릭터이다. 스위니 토드가 역사적 실존 인물이라는 주장은 여러 사실 가능성이 있는 전설적인 원전들이 있음에도, 학자들에 의해 부정되었다. 하지만 이러한 분쟁들 가운데, 토드의 이야기는 런던의 도시 전설들 중 하나가 되어 갔다.
이야기의 가장 최초 버전에서 그는 이발사로 등장한다. 부유해 보이는 사람이 자신의 이발소와서 이발하기 위해 의자에 앉으면, 목을 칼로 그어 살해하고, 의자에 비밀스레 장치되어 있던 레버(비밀문을 개폐하는 장치와 연결)를 누름으로써, 살해된 시체를 뒤로 제껴 지하실로 열려있던 비밀문으로 떨어뜨린다. 다른 이야기에서는 그 순서가 반대로 되어 있는데, 먼저 범행 대상을 지하실로 떨어뜨리고, 그 후에 칼로 목을 그어 살해한다. 그러고 나서 토드는 그들의 소지품을 훔치고, 그의 동조자인 '러빗 부인(Mrs. Lovett)'(이후 버전의 이야기에서는 그의 친구이자 연인, 혹은 연인으로만 나옴)은 그 시체의 살코기를 '고기 파이'로 구워 파이가게에서 팔면서 토드의 범행에 동조한다. 토드의 이발소는 런던의 플릿 스트리트(Fleet Street)의 186번지(성 더스틴 교회 옆)에 있고, 벨 야드(Bell Yard) 근처의 러빗 부인의 파이 가게에 지하통로로 연결되어 있다.
토드와 관련된 이야기는 빅토리아 여왕 시기의 '멜로드라마'의 하나로 만들어졌다. 그 후 1959년에는 영국 작곡가 '말콤 아놀드 경'이 발레로 만들었다. 1979년 공연된 브로드 웨이 뮤지컬은 '토니 어워드'를 수상했다. 스위니 토드 이야기는 여러 영화로도 만들어졌는데, 가장 최근의 것은 '조니 뎁'이 주연한 '팀 버튼'의 영화 《스위니 토드: 어느 잔혹한 이발사 이야기》이다.